# Road to Rouen
Road to Rouen è il quinto album discografico in studio del gruppo musicale alternative rock inglese Supergrass, pubblicato nel 2005.
Il titolo dell'album fa riferimento a Rouen, la cittadina francese situata nella regione della Normandia dove il gruppo ha lavorato e inciso l'intero disco, ma anche all'album Road To Ruin della band punk rock Ramones.

## Tracce
1. Tales of Endurance (Parts 4, 5 & 6) – 5:31
2. St. Petersburg – 3:09
3. Sad Girl – 3:37
4. Roxy – 6:17
5. Coffee in the Pot – 1:49
6. Road to Rouen – 3:51
7. Kick in the Teeth – 3:36
8. Low C – 4:16
9. Fin – 3:11

## Formazione
- Gaz Coombes - voce, chitarra
- Mick Quinn - basso, voce
- Rob Coombes - tastiere
- Danny Goffey - batteria, cori